# Unibórz
Unibórz [uˈnibuʂ] (German Tonnebuhr)  là một ngôi làng thuộc khu hành chính của Gmina Golczewo, thuộc hạt Kamień, West Pomeranian Voivodeship, ở phía tây bắc Ba Lan.
Nó nằm khoảng 5 kilômét (3 mi) phía đông Golczewo, 25 km (16 mi) về phía đông nam Kamień Pomorski và 55 km (34 mi) về phía đông bắc của thủ đô khu vực Szczecin.